# ان‌جی‌سی ۵۴۶۶
ان‌جی‌سی ۵۴۶۶ (انگلیسی: NGC 5466) یک خوشه کروی در صورت فلکی گاوران است که در فاصله 51800 سال نوری از زمین قرار دارد. این خوشه توسط ویلیام هرشل در ۱۷ می ۱۷۸۴ کشف شد.